# Willy Mutunga

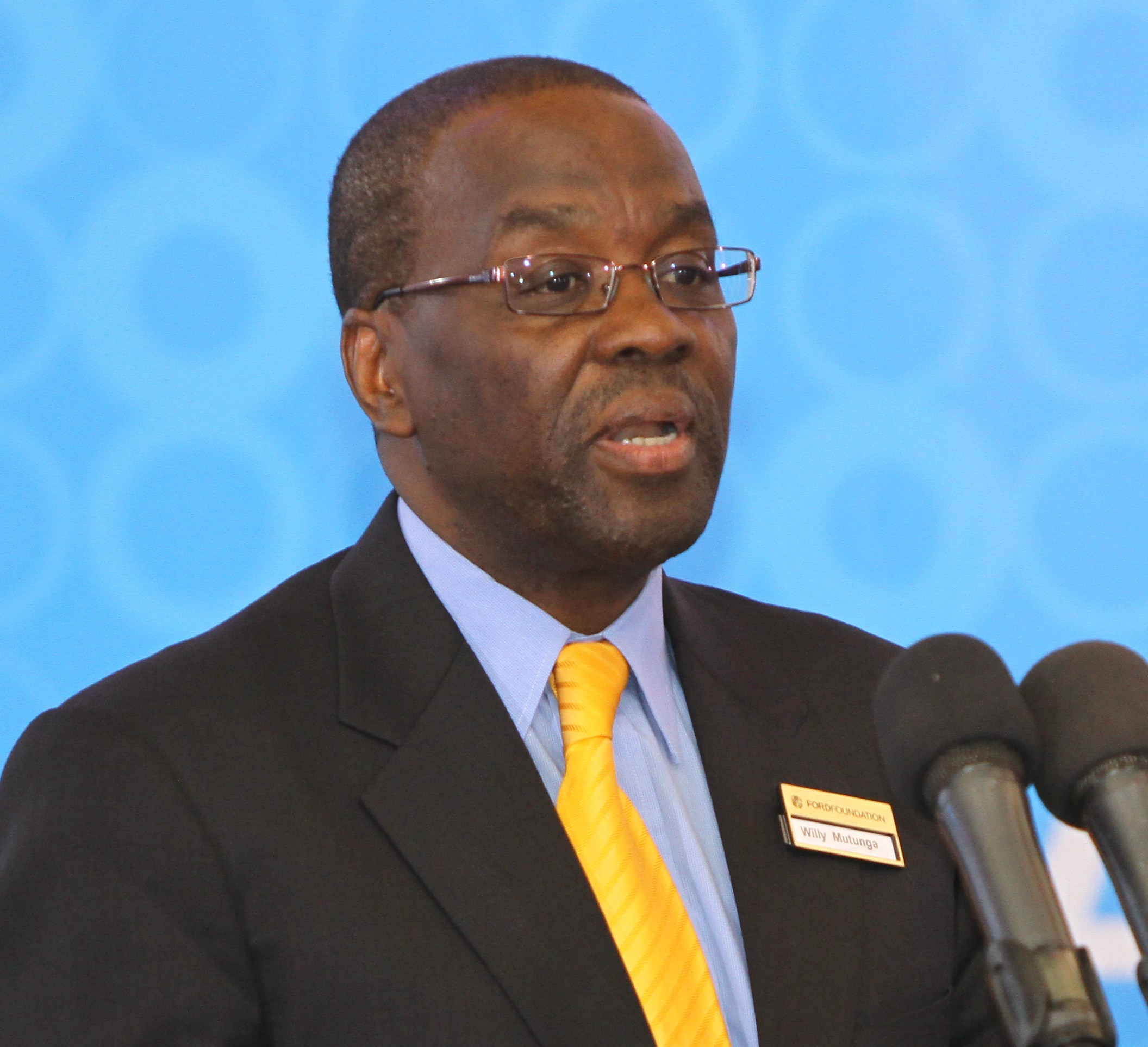
Willy Mutunga

Willy Mutunga (* 16. Juni 1947 im Kitui District) ist ein kenianischer Jurist und seit 2011 höchster Richter (Chief Justice) Kenias und damit Präsident des Supreme Court of Kenya.

## Leben
Sein erster juristischer Abschluss war ein Bachelor der Rechtswissenschaft der Universität Nairobi. Es folgte der Grad eines Master of Laws der Universität Dar Es Salaam und die Erlangung eines Doktorgrades an der Osgoode Hall Law School an der York-Universität in Toronto. Mutunga trat seit den 1970ern als Aktivist für Demokratie in Kenia in Erscheinung. Er engagierte sich für zahlreiche Bürgerrechtsorganisationen und war Mitglied der Gewerkschaft der Universitätsangestellten. Wegen seines Einsatzes geriet er in Opposition zur Regierung Daniel Arap Mois, was zur Inhaftierung in den Jahren 1982 und 1983 führte. Seit der Verhaftung setzt er sich auch für die Rechte politischer Gefangener ein. 1993 bis 1995 war er Vorsitzender der Law Society of Kenya. Nachdem er fünf Jahre Programmleiter für Menschenrechte und Frauenrechte war, wurde er 2009 Vertreter für die Ford Foundation in Ostafrika.
Mutunga wurde im Mai 2011 als Chief Justice Kenias nominiert. Gegen seine Nominierung wurde eingewandt, dass er möglicherweise zu wenig Praxis als Richter habe. Weiterhin kam es zu einer Diskussion, da er sich für die Rechte Homosexueller eingesetzt hatte. Nach Bestätigung durch den Präsidenten und das Parlament legte Mutunga am 29. August 2011 seinen Amtseid ab.